# Милосав Симовић
Милосав Симовић (Рашка, 3. новембар 1966) генерал-потпуковник. Бивши је командант Копнене војске Републике Србије.

## Биографија
Завршио је Средњу војну школу копнене војске, високе студије безбедности и одбрана и Војну академију копнене војске, смер пешадија. Завршио је генералштабно и командно-штабно усавршавање.
Обављао је следеће дужности током своје каријере: командант Копнене војске, заменик команданта Копнене војске, командант Четврте бригаде копнене војске, командант 78. моторизоване бригаде, начелник штаба 78. моторизоване бригаде, начелник одсека за оперативно наставне послове штаба бригаде, командант моторизованог батаљона, заменик команданта моторизованог батаљона, командир моторизоване чете, командир противоклопног и стрељачког вода.

### Напредовање
- потпоручник 1988. године
- поручник 1989. године
- капетан 1991. године
- капетан прве класе 1993. године
- мајор 1997. године
- потпуковник 1999. године
- пуковник 2001. године
- бригадни генерал 2008. године
- генерал-мајор 2013. године
- генерал-потпуковник 2015. године[2]

## Одликовања
- Војна споменица за учешће у Здруженој тактичкој вежби „Муњевити удар“, 2021. године
- Војна спомен-медаља за ревносну војну службу за 30 година, 2019. године
- Војна споменица „Двадесетогодишњица одбране отаџбине од НАТО агресије“, 2019. године
- Војна спомен-медаља за учешће у борбеним дејствима на територији Р. године Србије, 2018. године
- Војна споменица за учешће на здруженим тактичким вежбама, 2016. године
- Орден белог орла са мачевима трећег степена, 2016. године
- Војна спомен-медаља за учешће у борбеним дејствима на територији СФРЈ, 2016. године
- Војна спомен-медаља за учешће у борбеним дејствима на територији СРЈ, 2015. године
- Војна споменица за обележавање јубиларних годишњица Војске Србије, 2015. године
- Војна споменица за учешће у војној паради „Београд 2014“, 2015. године
- Војна спомен-медаља за изузетне резултате у војној служби за официра – први пут, 2012. године
- Медаља за ревносну службу – златна, 2011. године
- Војна спомен-медаља за рањавање у борбеним дејствима – једно рањавање, 2011. године
- Орден за храброст, 2000. године
- Војна спомен-медаља за допринос систему одбране, 1991. године[2]